# Lepanthes adamsii
Lepanthes adamsii är en orkidéart som beskrevs av Henry August Hespenheide. Lepanthes adamsii ingår i släktet Lepanthes och familjen orkidéer. Inga underarter finns listade i Catalogue of Life.